# Роско (Илиноис)
Роско (енгл. Roscoe) град је у америчкој савезној држави Илиноис.

## Демографија
По попису из 2010. године број становника је 10.785, што је 4.541 (72,7%) становника више него 2000. године.
| Група             | 2000.         | 2010.         |
| Белци             | 5.850 (93,7%) | 9.544 (88,5%) |
| Афроамериканци    | 119 (1,9%)    | 330 (3,1%)    |
| Азијати           | 51 (0,8%)     | 231 (2,1%)    |
| Хиспаноамериканци | 156 (2,5%)    | 491 (4,6%)    |
| Укупно            | 6.244         | 10.785        |